# Италија на Европском првенству у атлетици у дворани 2021.
Италијаје учествовала на 36. Европском првенству у дворани 2021 који се одржао у Торуњу, Пољска, од 4. до 7. марта. Ово је тридесет пето Европско првенство у атлетици у дворани од његовог оснивања 1970. године на којем је Италија учествовала, односно учествовала је на свим такмичењима до данас. Репрезентацију Италије представљало је 24 спортиста (13 мушкараца и 11 жена) који су се такмичили у 15 дисциплина (8 мушких и 7 женских).
На овом првенству Италија је заузела 12 место по броју освојених медаља са 3 освојене медаље (1 златна, 1 сребрна и 1 бронзана). У табели успешности према броју и пласману такмичара који су учествовали у финалним такмичењима (првих 8 такмичара) Италија је са 12 учесника у финалу заузела 6 место са 51 бодом.
| Пл. | Земља   | 1. место | 2. место | 3. место | 4. место | 5. место | 6. место | 7. место | 8. место | Бр. фин.-Бод. |
| --- | ------- | -------- | -------- | -------- | -------- | -------- | -------- | -------- | -------- | ------------- |
| 6.  | Италија | 1–8      | 1–7      | 1–6      | 2–10     | 2–8      | 3–9      | 1–2      | 1–1      | 12–51         |

## Учесници
| Мушкарци: - Ламонт Марсел Џејкобс — 60 м - Читуру Али — 60 м - Лука Лаи — 60 м - Владимир Ачети — 400 м, 4 x 400 м - Лоренцо Бенати — 400 м - Симон Баронтини — 800 м - Габријеле Акваро — 800 м - Пјетро Аресе — 1.500 м - Жоао Бусоти Невес — 1.500 м - Федерико Рива — 1.500 м - Yassin Bouih — 3.000 м - Паоло дал Молин — 60 м препоне - Франк Бриче Коуа — 60 м препоне - Хасан Фофана — 60 м препоне - Едоардо Скоти — 4 x 400 м - Роберт Грант — 4 x 400 м - Брајан Лопез — 4 x 400 м - Ђанмарко Тамбери — Скок увис - Антонино Трио — Скок удаљ - Тобиа Боки — Троскок - Леонардо Фабри — Бацање кугле - Дарио Дестер — Седмобој | Жене: - Виторија Фонтана — 60 м - Ирена Сирагуза — 60 м - Ребека Борга — 400 м, 4 x 400 м - Аличе Манђоне — 400 м, 4 x 400 м - Елеонора Маркијандо — 400 м, 4 x 400 м - Елена Бело — 800 м - Елеонора Ванди — 800 м - Ирена Балдесари — 800 м - Федерика Дел Буоно — 1.500 м - Гаја Сабатини — 1.500 м - Лудовика Кавали — 3.000 м - Ђулија Априле — 3.000 м - Луминоса Бољоло — 60 м препоне - Елиса Марија Ди Лазаро — 60 м препоне - Елојза Којро — 4 x 400 м - Алесија Трост — Скок увис - Елена Валортигара — Скок увис - Лариса Јапичино — Скок удаљ - Лаура Страти — Скок удаљ - Отавија Честонаро — Троскок - Кјара Роза — Бацање кугле |  |

## Освајачи медаља (2)

### Сребро (1)
- Ђанмарко Тамбери — Скок увис

### Бронза (1)
- Рафаела Боахенг Лукудо, 
 Ајомиде Фолорунсо, 
 Кјара Бацони, 
 Марта Милани — Штафета 4 х 400 метара

## Резултати

### Мушкарци
| Атлетичар                                                 | Дисциплина   | Лични рекорд | Квалификације  | Квалификације | Полуфинале           | Полуфинале           | Финале                                   | Финале       | Детаљи                                   |
| Атлетичар                                                 | Дисциплина   | Лични рекорд | Резултат       | Место         | Резултат             | Место                | Резултат                                 | Место        | Детаљи                                   |
| --------------------------------------------------------- | ------------ | ------------ | -------------- | ------------- | -------------------- | -------------------- | ---------------------------------------- | ------------ | ---------------------------------------- |
| Ламонт Марсел Џејкобс                                     | 60 м         | 6,53         | 6,59 КВ        | 1. у гр. 1    | 6,56 КВ              | 1. у гр. 2           | 6,47 СРС, ЕРС, НР, ЛР                    |              |                                          |
| Читуру Али                                                | 60 м         | 6,69         | 6,71 (.707) кв | 3. у гр. 3    | 6,68 (.676) ЛР       | 7. у гр. 3           | Није се квалификовао                     | 18 / 63 (65) |                                          |
| Лука Лаи                                                  | 60 м         | 6,57         | 6,73 (.725)    | 3. у гр. 2    | Није се квалификовао | Није се квалификовао | Није се квалификовао                     | 25 / 63 (65) |                                          |
| Владимир Ачети                                            | 400 м        | 46,57        | 46,82 КВ       | 2. у гр. 1    | 46,55                | 3. у гр. 1           | Није се квалификовао                     | 3 / 48 (49)  |                                          |
| Лоренцо Бенати                                            | 400 м        | 46,85        | 48,24          | 4. у гр. 2    | Није се квалификовао | Није се квалификовао | Није се квалификовао                     | 43 / 48 (49) |                                          |
| Симон Баронтини                                           | 800 м        | 1:47,51      | 1:50,54        | 3. у гр. 6    | 1:50,54              | 6. у гр. 3           | Није се квалификовао                     | 15 / 38 (39) |                                          |
| Габријеле Акваро                                          | 800 м        | 1:48,73      | 1:48,88        | 4. у гр. 5    | Није се квалификовао | Није се квалификовао | Није се квалификовао                     | 9 / 38 (39)  |                                          |
| Пјетро Аресе                                              | 1.500 м      | 3:40,54      | 3:43,55        | 10. у гр. 3   |                      |                      | Нису се квалификовали                    | 31 / 50 (51) | Архивирано на веб-сајту (30. април 2021) |
| Жоао Бусоти Невес                                         | 1.500 м      | 3:41,04      | 3:44,76        | 10. у гр. 1   | 37 / 50 (51)         |                      | Нису се квалификовали                    |              | Архивирано на веб-сајту (30. април 2021) |
| Федерико Рива                                             | 1.500 м      | 3:43,04      | 3:45,85        | 10. у гр. 4   | 41 / 50 (51)         |                      | Нису се квалификовали                    |              | Архивирано на веб-сајту (30. април 2021) |
| Yassin Bouih                                              | 3.000 м      | 7:47,98      | 7:56,66        | 5. у гр. 1    | 20 / 31 (34)         |                      | Нису се квалификовали                    |              |                                          |
| Паоло дал Молин                                           | 60 м препоне | 7,51         | 7,59 КВ        | 1. у гр. 5    | 7,64 КВ              | 2. у гр. 3           | 7,64                                     |              | Архивирано на веб-сајту (30. април 2021) |
| Франк Бриче Коуа                                          | 60 м препоне | 7,78         | 7,82 (.811) КВ | 2. у гр. 4    | 7,70 кв, ЛР          | 3. у гр. 1           | 7,76                                     | 8 / 35       | Архивирано на веб-сајту (30. април 2021) |
| Хасан Фофана                                              | 60 м препоне | 7,66         | 7,81 (.804) кв | 5. у гр. 2    | 7,75 ЛРС             | 6. у гр. 2           | Није се квалификовао                     | 15 / 35      | Архивирано на веб-сајту (30. април 2021) |
| Едоардо Скоти, Роберт Грант, Брајан Лопез, Владимир Ачети | 4 х 400 м    | 3:05,51 НР   |                |               |                      |                      | 3:07,37                                  | 5 / 5        |                                          |
| Ђанмарко Тамбери                                          | Скок увис    | 2,38 НР      | 2,21 кв        | 1.            |                      |                      | 2,35 =ЛРС                                |              |                                          |
| Антонино Трио                                             | Скок удаљ    | 7,94         | 7,55           | 12.           | Није се квалификовао | 12 / 14              | Архивирано на веб-сајту (30. април 2021) |              |                                          |
| Тобиа Боки                                                | Троскок      | 16,89        | 16,40 кв       | 5.            | 16,65                | 4 / 15               |                                          |              |                                          |
| Леонардо Фабри                                            | Бацање кугле | 21,59 НР     | 19,96          | 11.           | Није се квалификовао | 11 / 13              |                                          |              |                                          |

#### седмобој
| Дисциплина   | Дарио Дестер | Дарио Дестер | Дарио Дестер | Дарио Дестер | Дарио Дестер | Дарио Дестер |
| Дисциплина   | Лич. рек.    | Резултат     | Бод.         | Плас.        | Укупно       | Плас.        |
| ------------ | ------------ | ------------ | ------------ | ------------ | ------------ | ------------ |
| 60 м         | 7,02         | 6,97 ЛР      | 893          | 5.           | 893          | 5.           |
| Скок удаљ    | 7,66         | 7,61         | 962          | 2.           | 1.855        | 3.           |
| Бацање кугле | 14,03        | 14,25 ЛР     | 744          | 10.          | 2.599        | 3.           |
| Скок увис    | 2,01         | 1,95         | 758          | 10.          | 3.357        | 7.           |
| 60 м препоне | 8,13         | 8,25         | 920          | 7.           | 4.277        | 7.           |
| Скок мотком  | 5,00         | 4,40         | 731          | 10.          | 5.008        | 7.           |
| 1.000 м      | 2:42,71      | 2:44,27 ЛРС  | 827          | 6.           | 5.835        | 3.           |
| Седмобој     | 6.076 НР     |              |              |              | 5.835        | 7 / 8 (12)   |

### Жене
| Атлетичарка            | Дисциплина   | Лични рекорд | Квалификације      | Квалификације | Полуфинале            | Полуфинале                               | Финале                                   | Финале       | Детаљи                                   |
| Атлетичарка            | Дисциплина   | Лични рекорд | Резултат           | Место         | Резултат              | Место                                    | Резултат                                 | Место        | Детаљи                                   |
| ---------------------- | ------------ | ------------ | ------------------ | ------------- | --------------------- | ---------------------------------------- | ---------------------------------------- | ------------ | ---------------------------------------- |
| Виторија Фонтана       | 60 м         | 7,35         | 7,34 (.336) кв, ЛР | 7. у гр. 5    | 7,28 ЛР               | 4. у гр. 3                               | Није се квалификовала                    | 10 / 37 (40) |                                          |
| Ирена Сирагуза         | 60 м         | 7,30         | 7,37 (.369)        | 7. у гр. 1    | Није се квалификовала | Није се квалификовала                    | Није се квалификовала                    | 21 / 37 (40) | Архивирано на веб-сајту (30. април 2021) |
| Ребека Борга           | 400 м        | 52,69        | 52,72 кв           | 4. у гр. 5    | 54,23                 | 6. у гр. 2                               | Није се квалификовала                    | 18 / 39      | Архивирано на веб-сајту (30. април 2021) |
| Аличе Манђоне          | 400 м        | 53,01        | 52,73 ЛР           | 3. у гр. 4    | Нису се квалификовале | Нису се квалификовале                    | Нису се квалификовале                    | 12 / 39      | Архивирано на веб-сајту (30. април 2021) |
| Елеонора Маркијандо    | 400 м        | 53,41        | 53,70              | 5. у гр. 2    | Нису се квалификовале | Нису се квалификовале                    | Нису се квалификовале                    | 35 / 39      | Архивирано на веб-сајту (30. април 2021) |
| Елена Бело             | 800 м        | 2:03,45      | 2:03,80 КВ         | 1. у гр. 3    | 2:03,61               | 3. у гр. 2                               | нису се квалификовале                    | 7 / 34 (35)  |                                          |
| Елеонора Ванди         | 800 м        | 2:04,04      | 2:06,02 КВ         | 3. у гр. 1    | 2:04,97               | 4. у гр. 1                               | нису се квалификовале                    | 14 / 34 (35) |                                          |
| Ирена Балдесари        | 800 м        | 2:02,71      | 2:05,44 (.431) КВ  | 2. у гр. 2    | 2:06,36               | 6. у гр. 3                               | нису се квалификовале                    | 16 / 34 (35) |                                          |
| Федерика Дел Буоно     | 1.500 м      | 4:08,87      | 4:12,79 ЛРС        | 6. у гр. 1    |                       |                                          | нису се квалификовале                    | 12 / 22      |                                          |
| Гаја Сабатини          | 1.500 м      | 4:13,62      | 4:17,21            | 4. у гр. 2    | 16 / 22               |                                          | нису се квалификовале                    |              |                                          |
| Лудовика Кавали        | 3.000 м      | 9:05,95      | 9:14,85            | 11. у гр. 1   | 20 / 22 (25)          | Архивирано на веб-сајту (30. април 2021) | нису се квалификовале                    |              |                                          |
| Ђулија Априле          | 3.000 м      | 9:09,26      | 9:17,66            | 10. у гр. 2   | 22 / 22 (25)          | Архивирано на веб-сајту (30. април 2021) | нису се квалификовале                    |              |                                          |
| Луминоса Бољоло        | 60 м препоне | 8,00         | 8,01 (.009) КВ     | 1. у гр. 4    | 7,99 (.988) КВ, ЛР    | 2. у гр. 3                               | 7,99                                     | 6 / 40 (44)  | Архивирано на веб-сајту (30. април 2021) |
| Елиса Марија Ди Лазаро | 60 м препоне | 8,16         | 8,13 кв, ЛР        | 4. у гр. 1    | 8,12 (.120) ЛР        | 6. у гр. 1                               | Није квалификовала                       | 15 / 40 (44) | Архивирано на веб-сајту (30. април 2021) |
| Ребека Борга           | 4 х 400 м    | 3:31,55      |                    |               |                       |                                          | 3:30,32 НР                               | 4 / 6        |                                          |
| Аличе Манђоне          | 4 х 400 м    | 3:31,55      |                    |               |                       |                                          | 3:30,32 НР                               | 4 / 6        |                                          |
| Елеонора Маркјандо     | 4 х 400 м    | 3:31,55      |                    |               |                       |                                          | 3:30,32 НР                               | 4 / 6        |                                          |
| Елојза Којро           | 4 х 400 м    | 3:31,55      |                    |               |                       |                                          | 3:30,32 НР                               | 4 / 6        |                                          |
| Алесија Трост          | Скок увис    | 2,00         | 1,91 кв            | 1.            |                       |                                          | 1,92                                     | 6 / 17       |                                          |
| Елена Валортигара      | Скок увис    | 1,92         | 1,87               | 14.           | Није се квалификовала | 14 / 17                                  |                                          |              |                                          |
| Лариса Јапичино        | Скок удаљ    | 6,91         | 6,70 КВ            | 2.            | 6,59                  | 5 / 17                                   |                                          |              |                                          |
| Лаура Страти           | Скок удаљ    | 6,66         | 6,58 кв            | 6.            | 6,57                  | 6 / 17                                   |                                          |              |                                          |
| Отавија Честонаро      | Троскок      | 13,84        | 13,90 ЛР           | 9.            | Нису се квалификовале | 9 / 16                                   |                                          |              |                                          |
| Кјара Роза             | Бацање кугле | 18,68        | 16,90              | 14.           | Нису се квалификовале | 14 / 17                                  | Архивирано на веб-сајту (30. април 2021) |              |                                          |